# Zoë Skoulding
Zoë Skoulding, née en 1967 en Angleterre, est une poétesse, essayiste et traductrice britannique 
Elle habite au Pays de Galles.

## Biographie
Skoulding est professeur de poésie et d'écriture créative à l'Université de Bangor, où ses recherches portent sur l'espace urbain, l'écopoétique, la poésie expérimentale et la traduction.[1] 
Ses dernier recueils sont A Marginal Sea (Carcanet, 2022) et A Revolutionary Calendar (Shearsman, 2020), une série de poèmes basés sur le calendrier républicain français.
Son recueil Footnotes to Water relie la rivière cachée de Bangor à l'histoire de la Bièvre à Paris.  Il a remporté la catégorie poésie des prix du livre de l'année du Pays de Galles, 2020. Une séléction traduite par Jean Portante, Teint: Pour la Bièvre, a été publiée en 2016.
En 2018, elle a reçu le prix Cholmondeley de la Society of Authors pour l'accomplissement et la distinction de son œuvre et sa contribution à la poésie.
En 2013, son livre The Museum of Disappearing Sounds (Le Musée des sons qui disparaissent) a été publié par l'éditeur Seren, après Remains of a Future City (Restes d'une ville future) en 2008 et The Mirror Trade (Le Commerce du miroir), sorti, lui, en 2004.
En tant que rédactrice de Poetry Wales, 2008-2014, elle proposait des traductions de poésie internationale à côté de celle des écrivains gallois.
Elle a été partie prenante de plusieurs projets mêlant poésie et musique et elle est membre du groupe de musique Parking Non-Stop dont l'album Species Corridor est sorti chez Klangbad en 2008.
Elle a traduit en anglais les poèmes de Jean Portante (Seren, 2013), et avec lui elle a travaillé sur la traduction en français des poèmes de Jerome Rothenberg pour le livre Pologne/1931, publié par les éditions Caractères en 2014.

## Œuvres

### Poésie
- A Marginal Sea, éd. Carcanet, 2022
- A Revolutionary Calendar, éd. Shearsman, 2020
- Teint: Pour la Bièvre, éd Hafan Books, 2016
- The Museum of Disappearing Sounds, éd. Seren, 2013[6]
- Remains of a Future City, éd. Seren, 2008
- From Here, illustration de Simonetta Moro, éd. Ypolita Press, 2008
- Dark Wires, (coécrit avec Ian Davidson), éd. West House Books, 2007
- The Mirror Trade, éd. Seren, 2004
- Tide Table, éd. Gwasg Pantycelyn, 1998

### Traductions
- 2022, Poetry's Geographies: A Transatlantic Anthology of Translations (avec Katherine M. Hedeen), Shearsman / Eulalia
- Pologne/1931, Jerome Rothenberg, traduit de l'anglais par Jean Portante et Zoë Skoulding, Éditions Caractères, 2014,
- In Reality: Selected Poems by Jean Portante, éd. Seren Books, 2013,

### Autres publications
- 2020 Poetry & Listening: The Noise of Lyric, Liverpool University Press
- 2013 Contemporary Women's Poetry and Urban Space: Experimental Cities Palgrave Macmillan
- 2013 Placing Poetry (avec Ian Davidson), Rodopi
- 2013 Metropoetica - Poetry and urban space: women writing cities (avec Ingmāra Balode, Julia Fiedorczuk, Sanna Karlström, Ana Pepelnik, Sigurbjörg Þrastardóttir, Elżbieta Wójcik-Leese)
- 2008 Crwydro / Marcheurs Des Bois: A Wales Quebec Ambulation (avec Daniel Poulin and Simon Whitehead)
- 2009 You Will Live in Your Own Cathedral (avec Alan Holmes, Richard Hopewell, Huw Jones, Monika Rinck, Eva Klimentova, Alexandra Buchler)

## Prix et distinctions
- 2020 Wales Book of the Year Poetry Award
- 2018 Cholmondeley Award, Society of Authors
- 2016 : ESRC Impact Acceleration Major Award for project on Afon Adda[7],
- 2014 : Lauréate de Les Récollets International Artist Residency, Paris, 2014
- 2007 : AHRC Fellowship in the Creative and Performing Arts,
- 2005 : Academy Writing Bursary